# Samir Mekdad
Samir Mekdad (in arabo سامير ميكداد‎?; Montfermeil, 12 ottobre 1986) è un cestista francese con cittadinanza algerina.

## Carriera
Con l'Algeria ha disputato i Campionati africani del 2015.